# Dicranota (Dicranota) bicornigera
Dicranota (Dicranota) bicornigera is een tweevleugelige uit de familie Pediciidae. De soort komt voor in het Palearctisch gebied.